# Gran Premio dell'Insubria
Le Gran Premio dell'Insubria est une course cycliste suisse et italienne disputée sur un parcours tracé entre les villes de Côme, dans la province de Côme, en Lombardie et de Lugano, dans le Canton du Tessin.

## Historique
Créé en 2009, le Gran Premio dell'Insubria est la première course en ligne à se dérouler à la fois sur les territoires suisse et italien. Dès sa création cette course a intégré l'UCI Europe Tour, dans la catégorie 1.1. La course prend la suite du Grand Prix de Chiasso, jusqu'à sa disparition en 2011.

## Palmarès
| Année | Vainqueur         | Deuxième           | Troisième         |
| 2009  | Francesco Ginanni | Enrico Rossi       | Samuel Dumoulin   |
| 2010  | Samuel Dumoulin   | José Joaquín Rojas | Nicolas Roche     |
| 2011  | Giovanni Visconti | Jure Kocjan        | Rinaldo Nocentini |